# اولان کسل
اولان کسل (انگلیسی: Ollan Cassell؛ زادهٔ ۵ اکتبر ۱۹۳۷) دونده اهل ایالات متحده آمریکا بود.
وی در مسابقات کشوری و بین‌المللی در مجموع برندهٔ ۳ مدال طلا، ۱ مدال نقره شده‌است.